# سیارک ۵۲۸۷
سیارک ۵۲۸۷ (به انگلیسی: 5287 Heishu، نامگذاری:1989WE) پنج هزار و دویست و هشتاد و هفتمین سیارک کشف شده‌است که در ۲۰ نوامبر ۱۹۸۹ کشف شد.
قدر مطلق سیارک برابر ۱۲٫۷۰ است.